# 4767 Sutoku
A 4767 Sutoku (ideiglenes jelöléssel 1987 GC) a Naprendszer kisbolygóövében található aszteroida. Nídzsima Cuneo és Urata Takesi fedezte fel 1987. április 4-én.